# Жінки в архітектурі

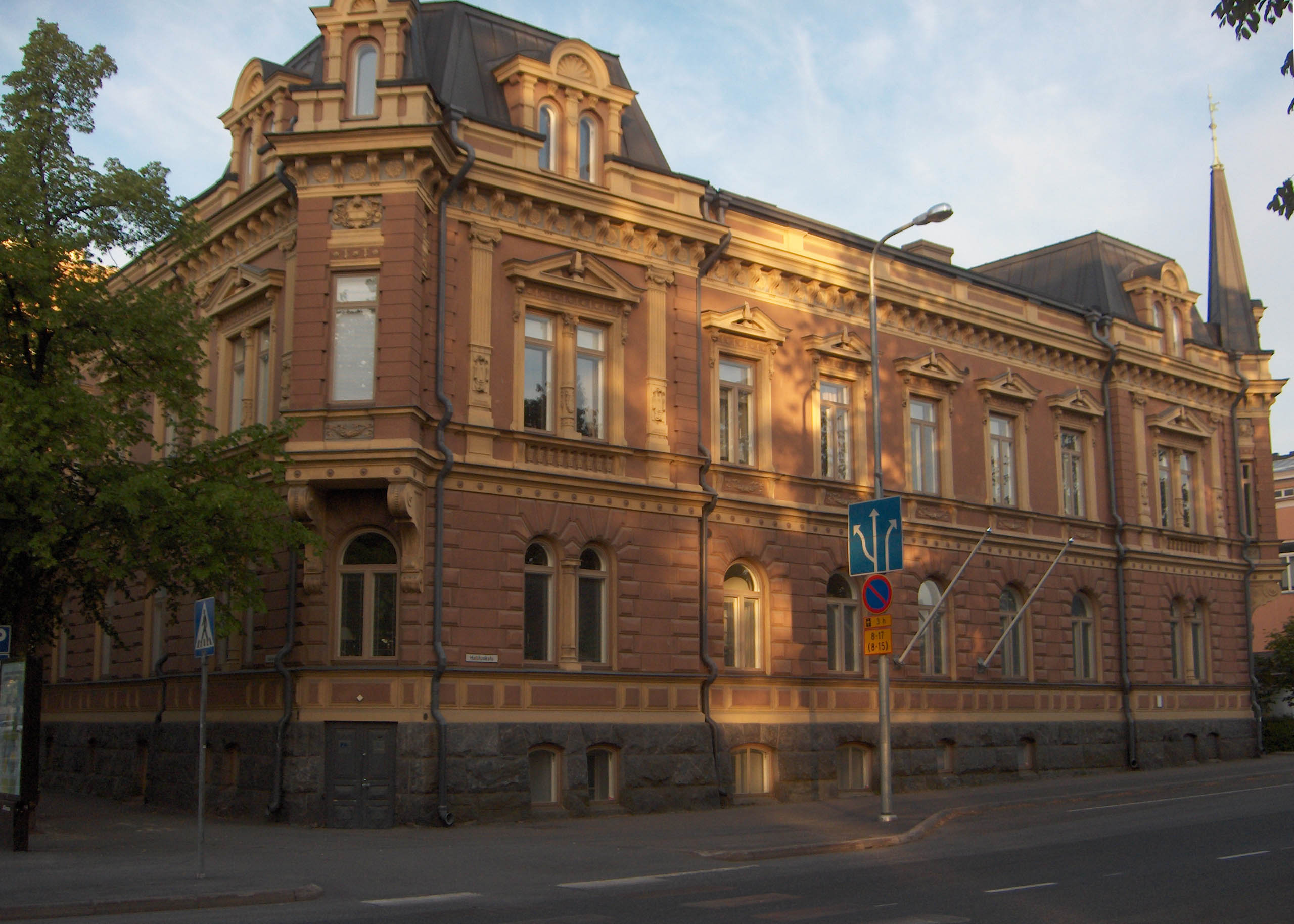
Signe Hornborg Signelinna (1892) в Порі, Фінляндія. Це перша будівля спроектована жінкою архітектором (але дані не перевірені)

Упродовж багатьох століть зустрічаються задокументовані приклади діяльності жінок в архітектурі. Ці приклади не обмежуються професійними або аматорськими практиками. Жінки також були педагогами чи замовницями. Оскільки архітектура стала вважатися професією з 1857 року, кількість жінок в архітектурі була невеликою. Наприкінці ХІХ століття, починаючи з Фінляндії, деякі європейські архітектурні школи почали приймати жінок у якості слухачок навчальних програм.
1980 року Марія Розарія Піомеллі, уродженка Італії, стала першою жінкою-деканом міського коледжу Нью-Йоркської школи архітектури, однак лише останнім часом жінки почали отримувати належне визнання, у тому числі у якості лауреаток Прітцкерівської премії.

## Перші ахітекторки
Внесок двох європейок вплинув як на архітектуру загалом, так і на проєктування та будівництво зокрема.
У Франції це була Кетрін Брісон (1494—1526), що вплинула на проєктування замку Шенонсо в долині Луари, а також контролювала проведення будівельних робіт між 1513 і 1521 роками, поки її чоловік брав участь у італійських війнах. В Італії це Плаутілья Бріччі (1616—1690), що працювала разом із братом Базиліо над каплицями та палацами поблизу Риму.
У Британії є підтвердження того, що леді Елізабет Вілбрахам (1632—1705) вивчала роботи архітекторів П. Поста, Палладіо та штаттресіденц в Ландсхуті Резиденції Ландсхут, Німеччина. Їй приписували авторство будинку Уоттон у Бакінгемширі й багатьох інших будівель. Також за попередніми даними, вона навчала сера Крістофера Рена. Вілбрахам довелося використовувати архітекторів-чоловіків для нагляду за будівництвом. Зараз багато досліджень, включаючи роботи Джона Міллара, висувають гіпотезу про те, що Вілбрахам є авторкою близько 400 будівель (у тому числі 18 лондонських церков), що раніше зараховувались до доробку її учня Крістофера Рена.
Наприкінці XVIII століття англійка Мері Таунлі (1753—1839), що навчалася у художника Джошуа Рейнольдса, спроєктувала кілька будівель у Рамсгейті на південному сході Англії. Однією з них був Таунлі Хаус, який вважається архітектурним дорогоцінним каменем.
Сара Лош (1785—1853) була англійкою та власницею Врей. Її назвали втраченим романтичним генієм, антикваркою, архітекторкою та провидицею. Її основною роботою є церква Св. Марії, Камбрія, вона також спроєктувала різні споріднені будівлі та пам'ятники.

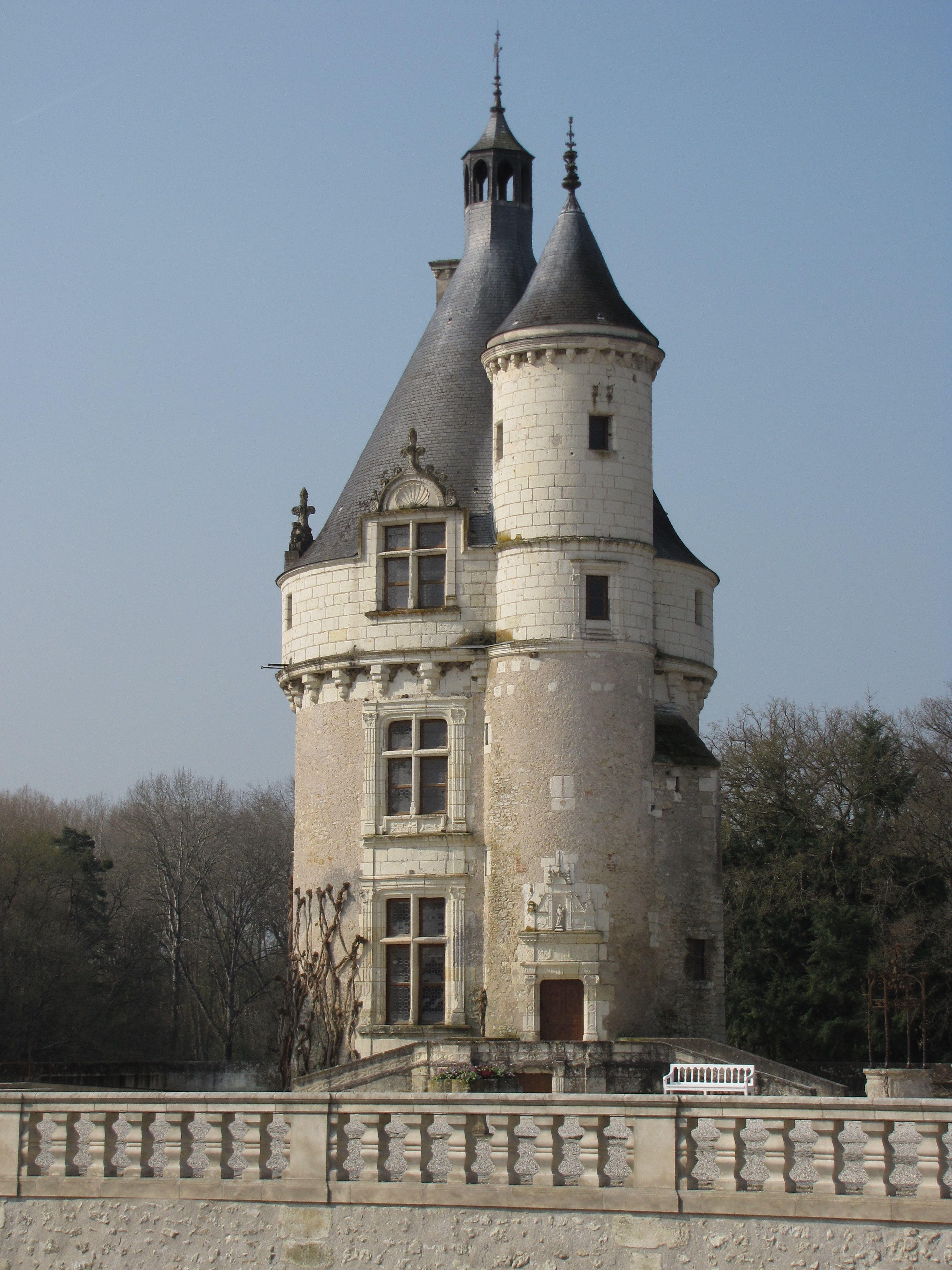
Кетрін Брісон. Вежа замку Шенонсо (1521)
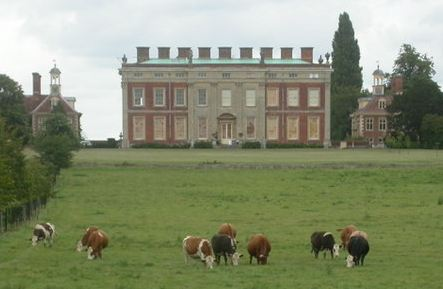
Елізабет Вілбрахам. Будинок Уоттон, Бакінгемшир (1714)
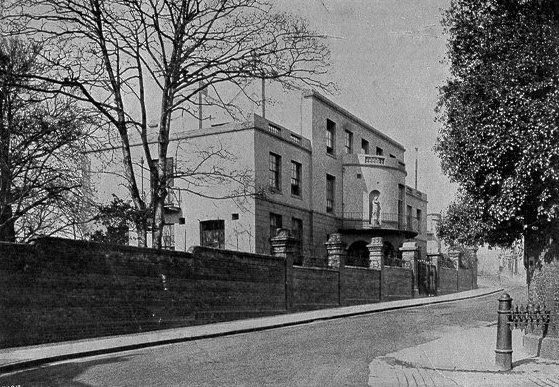
Мері Таунлі. Таунлі Хаус, Рамсгейт (1780)
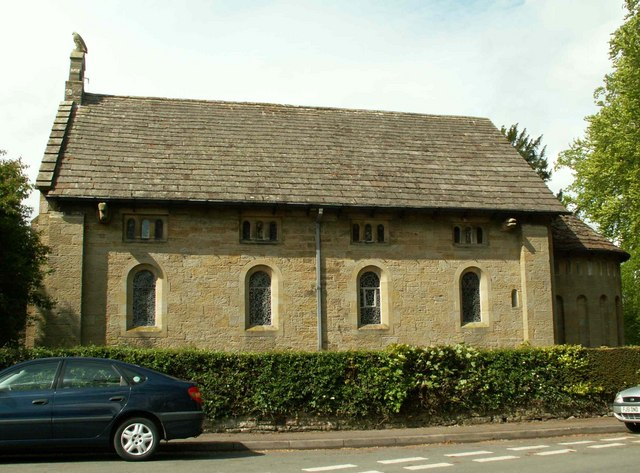
Сара Лош. Церква Св. Марії, Стрий (1842)

## Сучасні першовідкривачки
Англійка Софі Грей (1814—1871), дружина Роберта Грея, який у 1847 році став єпископом Кейптауна, допомагала виконувати його адміністративні та соціальні обов'язки. Насамперед, розробила понад 35 проєктів південноафриканських англіканських церков у період між 1848 й 1880 роками в неоготичному стилі.
Дочка французько-канадського виробника вагонів, Естер Парізо, більш відома, як матінка Джозефа (1823—1902), була не просто однією з перших архітекторок Північної Америки, а й першою архітекторкою північно-західних Сполучених Штатів. У 1856 році вона разом з чотирма сестрами з Монреаля переїхала до Ванкувера, штат Вашингтон, де за її проєктом було побудовано одинадцять лікарень, сім академій, п'ять шкіл для дітей корінних американців та два дитячі будинки.
Луїза Бланшар Бетюн (1856—1913) з Ватерлоо, Нью-Йорк, була першою американкою, яка, як відомо, працювала професійною архітекторкою. У 1876 році вона влаштувалася на посаду креслярки в кабінеті Річарда А. Вайта та Ф. Ф. Коллінгса в Буффало, штат Нью-Йорк. 1881 року відкрила власний офіс, де співпрацювала з чоловіком Робертом Бетюном. Її назвали першою жінкою-соратницею Американського інституту архітекторів (AIA) у 1888 році, а в 1889 році вона стала його першою жінкою-учасницею.
Джулія Морган (1872-1957) була американською архітекторкою та інженеркою. За довгу та плідну кар’єру вона спроєктувала понад 700 будівель у Каліфорнії. Вона найбільш відома роботою над замком Херст у Сан-Сімеоні, Каліфорнія. Морган була першою жінкою, яку прийняли на програму архітектури в l'École nationale supérieure des Beaux-Arts у Парижі, і першою жінкою-архітекторкою, яка отримала ліцензію в Каліфорнії. Вона спроєктувала багато будівель для установ, які обслуговують жінок і дівчат, у тому числі низку YWCA та будівлі для Міллс-коледжу. Джулія Морган була першою жінкою, яка отримала найвищу нагороду Американського інституту архітекторів, Золоту медаль AIA, посмертно в 2014 році.
Ще однією архітекторкою в США була Емілі Вільямс (1869—1942) родом з півночі Каліфорнії. 1901 року вона у колаборації з Лілліан Палмер (Lillian Palmer) переїхала до Сан-Франциско, де навчалася кресленню в Каліфорнійській середній школі механічних мистецтв. Заохочена Палмер, Вільямс збудувала низку котеджів та будинків у цьому районі, включаючи сімейний будинок на Бродвеї 1037 у Сан-Франциско, тепер пам'ятник архітектури.
Теодат Поуп Реддл (1868—1946) виросла в Фармінгтоні, штат Коннектикут. Вона найняла викладачів, щоб навчитися проєктуванню будівель. Ранні дизайни Реддл, такі як для Hill-Stead (1901), були переведені на робочі креслення фірмою McKim, Mead and White, що забезпечило її навчання. Вона стала першою жінкою з архітекторською ліцензією в Нью-Йорку і в Коннектикуті. 1926 року була призначена в колегію стипендіатів AIA.
Помітною архітекторкою того часу була Жозефін Райт Чепмен (1867—1943), що не отримала освіти в галузі архітектури, але перед тим, як створити власну фірму, проєктувала низку будівель. Проєкт Тукерман Холу у Вустері, штат Массачусетс, вона вважала однією з найдавніших і найуспішніших жіночих розробок.
Румунська архітекторка Вірджинія Андрееску Харет (1894—1962), перша жінка, яка отримала ступінь у напрямі архітектури в 1919 році, і перша жінка, яка стала румунською інспекторкою архітектури. Вона продовжила здобувати освіту в Італії. Оскільки її основним місцем роботи була Технічна служба Міністерства освіти, вона проєктувала школи, як в Бухаресті (Лікей і Кантемір), так і по всій країні. Разом з габаритними будівлями, Харет також проєктувала маленькі будинки. Не вдовольнившись навчанням в Італії, відвідувала численні конгреси архітектури в Римі, Парижі, Москві, Брюсселі.
Елізабет Райт Інґрегем (1922—2013), дочка Д. Л. Райта та внучка Френка Ллойда Райта, спроєктувала приблизно 150 будівель у Колорадо-Спрінгс.

## Академічна кваліфікація

### Фінляндія
Фінляндія — країна, в якій жінкам вперше було дозволено вивчати архітектуру та отримати у цьому напрямі академічну кваліфікацію, навіть якщо вони спочатку мали статус спеціальних студенток. Найдавніший запис про отримання кваліфікації належить Зіґне Горнборг(1862—1916), яка відвідувала Гельсінський політехнічний інститут з весни 1888 року, а завершила навчання у 1890 році «за спеціальним дозволом». Однак, схоже, вона не була незалежною архітекторкою. Інші випускниці цієї спеціальності в Політехнічному інституті у 1880-х роках: Інес Холмінг (Inez Holming), Зіґне Лаґерборґ, Берта Енвальд, Стіна Естман (Stina Östman) та Віві Льонн.
Віві Льонн (1872—1966), яка навчалась там з 1893 по 1896 рік, була першою жінкою, яка самостійно працювала архітекторкою у Фінляндії. Закінчивши навчання, вона одразу створила власну архітектурну фірму, отримавши комісію з проєктування будинку фінськомовної жіночої школи в Тампере. Льонн спроєктувала кілька відомих громадських будівель, серед яких понад тридцять шкіл; виграла п'ять конкурсів на розробку проєктів, у тому числі на створення муніципальної пожежної станції в Тампері в 1906 році. Також виграла два конкурси у колаборації з Армасом Ліндгреном, й разом із ним проєктувала Новий студентський будинок у Гельсінкі (1910) та Естонський театр у Таллінні (1913). Однією з її останніх робіт була геофізична обсерваторія Соданкюля, закінчена в 1945 році.
Гільда Гонґель (1867—1952) з Аландських островів, отримала спеціальний дозвіл на навчання в Гельсінській індустріальній школі в 1891 році в той час, коли туди приймали лише чоловіків. Після відмінних результатів випробувань вона була прийнята як звичайна студентка і по завершенню навчання в 1894 році отримала спеціальність «майстер-будівельник». Вона спроєктувала 98 будинків в районі Марієгамн на Аландських островах. Це були переважно міські будинки та фермерські будинки в швейцарському декоративному стилі. Однак Гонґель не кваліфікувалася як архітекторка.
- Гонгелл Х. Дерев'яна вілла в Марієхамні, Фінляндія (1987)

### Інші випускниці
Фей Келлог (1871—1918) отримала архітектурні навички з німецьким репетитором, який викладав їй проєктування, в Інституті Пратта в Брукліні, а також працюючи з Марселем де Монклосом в його паризькому ательє. Вона сподівалася вчитися в Школі мистецтв краси, але жінці відмовили у вступі. Повернувшись до США, Келлог допомогла спроєктувати Зал рекордів у Нижньому Мангеттені. Вона продовжувала проєктувати сотні будівель у районі Нью-Йорка, чим заслужила таку характеристику журналістів New York Times, як «одна з найуспішніших архітекторів Америки».
Мері Ґеннон (Mary Gannon) та Еліс Гендс (Alice Hands) були випускницями нью-йоркської школи прикладного дизайну для жінок у 1892 році та через два роки відкрили власну архітектурну фірму «Ґеннон та Гендс», яка зосередилась на проєктуванні недорогих житлових будинків у Нью-Йорку.
Джулія Морган (1872—1957) стала першою жінкою, яка отримала науковий ступінь з архітектури у Школі мистецтв краси. Спочатку їй було відмовлено у вступі, але через два роки вона повторно подала заявку і була прийнята в 1898 році. Після закінчення навчання у 1901 році вона повернулася до Каліфорнії, де плідно працювала, виконавши понад 700 проєктів, насамперед для жіночих організацій та ключових клієнтів. Її знаковою роботою вважається Замок Герста в Сан-Симеоні. Також вона стала першою жінкою-архітекторкою, що отримала ліцензію в Каліфорнії.
Мері Роквелл Гук (1877—1978) з Канзасу також їздила вивчати архітектуру в Школу мистецтв краси, де страждала від дискримінації проти жінок після здачі іспитів. Вона не досягла успіху в навчанні там і повернулася до Америки в 1906 році, де займалася архітектурою. Сувала школу поселення гірської сосни в штаті Кентуккі, а також ряд будівель у місті Канзас, де була першою архітекторкою, що включила природний ландшафт у свої проєкти й використовувала литі бетонні стіни.
Флоренс Мері Тейлор (1879—1969) емігрувала з батьками з Англії до Австралії. Вона записалася на нічні заняття в Сіднейському технічному коледжі і була там першою жінкою, яка закінчила навчання в галузі архітектури в 1904 році. Вона продовжила роботу в зайнятому кабінеті Джона Бурчама Клампа, де стала головною кресляркою. 1907 року за підтримки свого керівника вона подала заяву на членство у Інституті архітекторів Нового Південного Уельсу, але зіткнулася із значним протидією, її запросили приєднатись лише у 1920 році.
Ізабель Робертс (1871—1955) народилася в Міссурі, вивчала архітектуру в Нью-Йорку в ательє Маскарей-Чемберс, заснованому Еммануелем Луї Маскареєм за творами французької школи мистецтв Beaux-Arts. Це перша студія в США, спеціально створена для викладання архітектури. Переконаний у здібностях жінок як архітекторів Маскарей захотів включити їх до своїх учнів. Робертс увійшла до дизайнерської команди Френка Ллойда Райта до партнерства з Ідою Анною Раян (1873—1950) в Орландо, штат Флорида. Раян була першою жінкою, яка отримала ступінь магістра архітектури в Массачусетському технологічному інституті, Софія Гайден Беннет (1868—1953) закінчила архітектуру там у 1890 році.
- Джулія Морган. Замок Герст, Сан-Сімеон, Каліфорнія (1919–1947)
- Ізабель Робертс[en] та Райт Ф. Л. Дім Ізабель Робертс, Рівер Форест, Іллінойс (1908)

 Естер Марджорі Гілл була першою жінкою, яка закінчила канадську школу архітектури в 1920 році.

## Європейські події
Після Фінляндії декілька інших європейських країн дозволили жінкам вивчати архітектуру. У Норвегії першою жінкою-архітекторкою стала Лілла Хансен (1872—1962), яка навчалася в Королівській школі креслярів (Den Kongelige Tegneskole) у Крістіанії (1894) та займалась архітектурними студіями в Брюсселі, Крістіанії та Копенгагені. Вона створила власну практику в 1912 році отримала позитивний відгук за проєкт необарочного житлового комплексу в Осло. Вона продовжувала проєктувати ряд великих вілл, а також студентське житло для жінок.
Першою жінкою, яка розпочала архітектурну практику в Німеччині, була Емілі Вінкельманн (1875—1951). Вона вивчала архітектуру як запрошена студентка, зареєстрована як Студент Еміль в Технологічному коледжі в Ганновері (1902—1908), але їй було відмовлено в дипломі, оскільки жінки не мали права на кваліфікацію до 1909 року. Попри це, вона закінчила проєкти близько 30 вілл до початку війни. Однією з її найпомітніших будівель є театр Трибуне в Шарлоттенбурзі-Вільмерсдорфі, що спочатку планувався як школа для дівчат.
Першою жінкою, яка стала інженеркою в Німеччині, була сербська архітекторка Йованка Бончіч-Катерініч. Вона здобула ступінь в Технічному університеті Дармштадта в 1913 році.
У Сербії Єлісавета Начич (1878—1955) вивчала архітектуру в Белградському університеті в той час, коли вважалося, що жінки не повинні цього робити. У віці 22 років вона була першою жінкою, яка закінчила інженерний факультет. Як жінка, вона не змогла отримати міністерську посаду, яку шукала, але працевлаштувалася в муніципалітеті Белграда, де стала головною архітекторкою. Серед її помітних досягнень — початкова школа Краля Петра I (король Петро I) (1906) та церква Олександра Невського (1929), обидві в Белграді. Перша архітекторка в Сербії, вона багато зробила, щоб надихнути інших жінок на професію.
Маргарете Шютте-Лігоцкі (1897—2000) була першою жінкою-архітекторкою в Австрії та першою жінкою, що закінчила Віденський Кунстгевербешхуль, нині Віденський університет прикладного мистецтва, хоча її прийняли лише після рекомендаційного листа від впливового друга. Першовідкривачка розвитку соціального житла у Відні та Франкфурті, вона поєднала дизайн та функціональність, особливо на своїй франкфуртській кухні — прототипі сучасної вбудованої кухні.

У Швейцарії Флора Штайгер-Кроуфорд (1899—1991) була першою жінкою, яка завершила навчання за спеціальністю архітектура в Федеральному технологічному інституті Цюріха в 1923 році. Вона створила власну фірму з чоловіком Рудольфом Штайгером у 1924 році. Їх перший проєкт, Будинок Сандрейтера в Рієні (1924), вважається першим модерністським будинком у Швейцарії. У 1938 році вона припинила архітектурну діяльність на користь скульптури. 
- Лілла Хансен[en]. Гефтітеррассен, Осло (1929)
- Емілі Вінкельманн[en]. Театр Трибуне, Берлін (1915)
- Єлісавета Начич. Церква Олександра Невського, Белград (1929)

 Першою жінкою, прийнятою до Королівського інституту британських архітекторів (RIBA), була Етель Чарльз (1871—1962) у 1898 році. Вона та її сестра Бессі Чарльз пройшли підготовку архітекторів у партнерстві Ернеста Джорджа та Гарольда Пето. У 1893 році вони обидві намагалися продовжити навчання, відвідуючи Школу архітектури асоціації архітекторів, але у вступі їм було відмовлено. Етель завершила частину курсу, запропонованого школою архітектури Бартлетта, отримавши відзнаки. Як жінка, вона не змогла отримати широкомасштабних проєктів і була змушена зосередитись на скромних житлових проєктах, таких як дачі робітників.
Шотландка Едіт Г'юз (1888—1971) після відвідування лекцій про мистецтво та архітектуру в Сорбонні навчалася в Школі мистецтв Грея в Абердіні, де отримала диплом з архітектури в 1914 році. Крім викладання в школі мистецтв у Глазго, створила власну практику в 1920 році, спеціалізуючись на дизайні кухні.
Першою жінкою, що проєктувала головну будівлю у Британії, була Елізабет Скотт (1898—1972), архітекторка Меморіального театру Шекспіра в Стратфорді-на-Ейвоні, закінченого в 1932 році.
 

Першою азійською жінкою, яка стала членом Королівського інституту британських архітекторів та першою архітекторкою-модерністкою Шрі-Ланки була [[Мінетт де Сільва]]. Вона працювала в Архітектурній асоціації в Лондоні, а після проголошення незалежності Шрі-Ланки у 1948 році вона повернулася і заснувала першу архітектурну студію. У 1996 році Інститут архітекторів Шрі-Ланки нагородив Де Сільву золотою медаллю. 

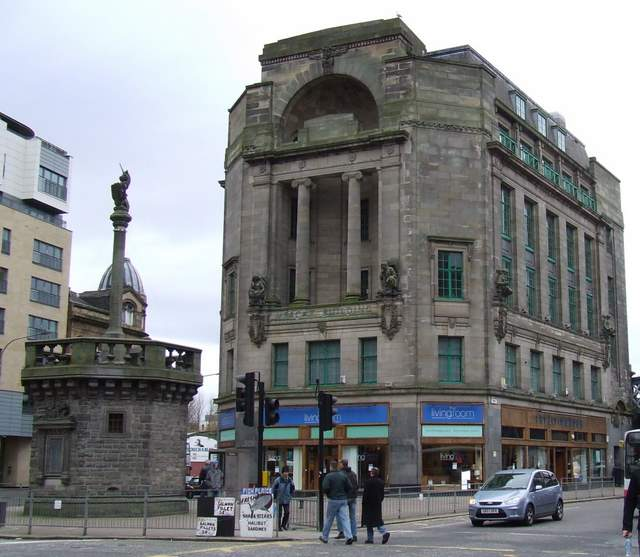
Едіт Г'юз[en]. Меркатський хрест Глазго (зліва) (1930)
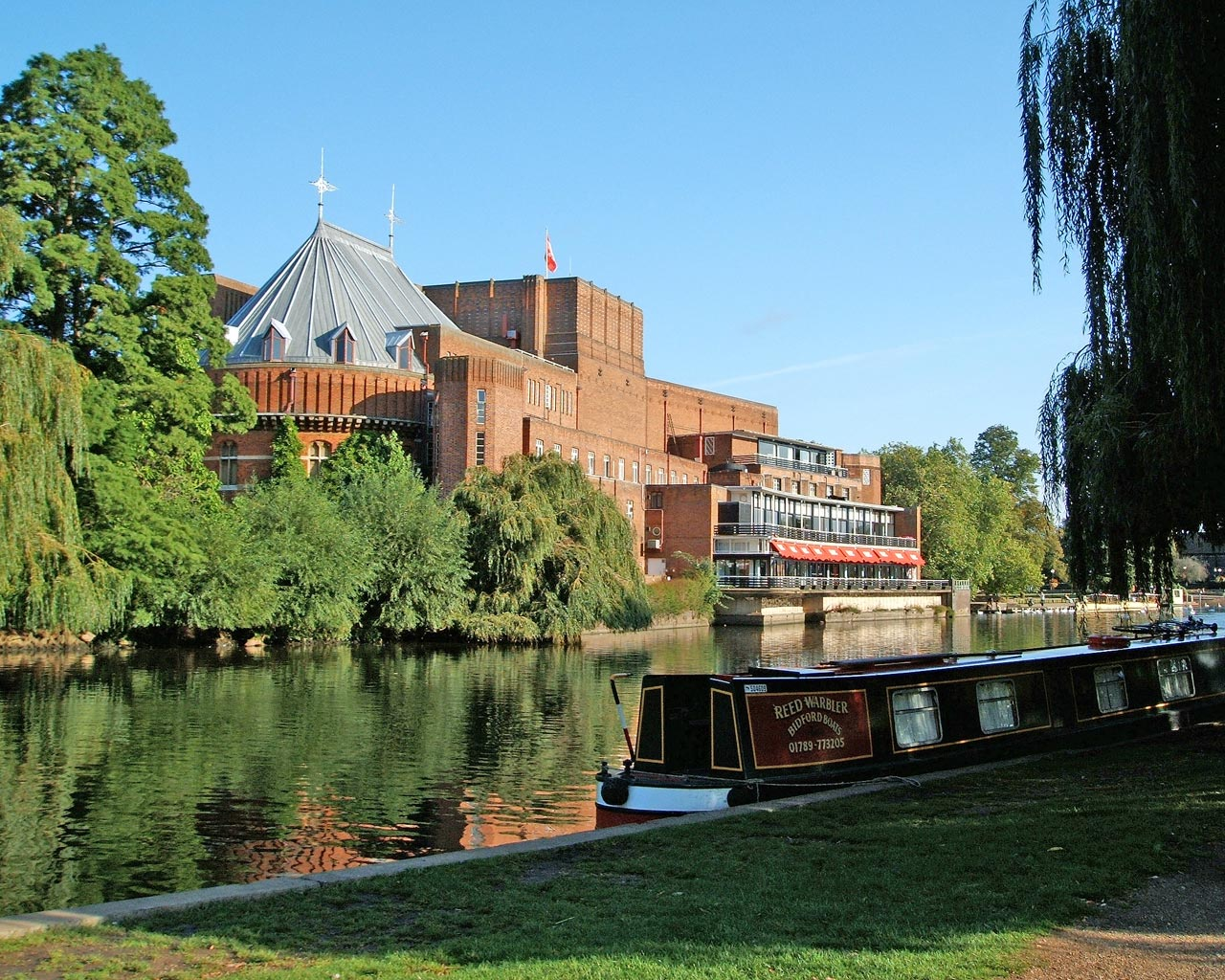
Елізабет Скотт. Королівський Шекспірівський театр, Стратфорд-апон-Ейвон (1932)

## Чоловічі та жіночі професійні партнерства

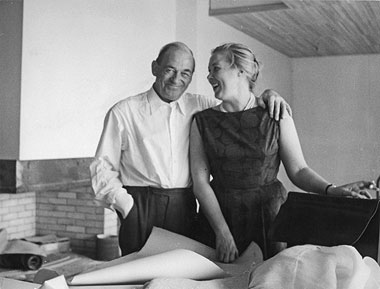
Альвар і (1950)

Низка архітекторок першої половини XX ст. співпрацювали з чоловіками, часто створюючи подружні практики. Починаючи з 1960-х років, кількість жінок, що здобували освіту у галузі архітектури, збільшувалася, жінки та чоловіки часто бачилися та пізніше одружувалися, а довгі години спільної роботи та розділена пристрасть були описані як «ідеальний рецепт для романтики». Хороший огляд цієї теми є у праці Енн Форсайт (Ann Forsyth) «Хвала Заха».
Однак партнерські стосунки між чоловіком і жінкою призводять до неправильного розподілу внеску. Зазвичай чоловіки-партнери краще відомі, навіть якщо робота виконана у співавторстві. Це результат дискримінації жінок. Те, що було охарактеризовано як «традиція викривленого розподілу» (tradition of misattribution), залишалося «секретом» до останніх років. Серед визначних архітектурних партнерств:
- Айно Аалто[en] (1894—1949) та Альвар Аалто — після отримання кваліфікації архітектора у Фінляндії в 1920 році одружилася з Альваром Аалто в 1923 році та брала участь у проєктуванні його будівель, часто працюючи над інтер'єрами, як у Вілла Майрея (1937) в Ноормаркку[43].
- Раїлі Пієтіля (Raili Pietilä) з чоловіком Реймою, фінська пара, що тісно співпрацювала над розробкою власного стилю раннього модерну. Раїлі П'єтіля (нар. 1926) знайшла два ідеальних стимули для дизайнерської команди, пояснивши їх так: "Ми часто брали з собою роботу: на прогулянку, на кухню та вечори. І коли у нас починалося змагання, ми подорожували, тому що ми виявили, що зміна середовища впливає на мислення"[44].
- У Данії Інгер та Йоганнес Екснер[en], які одружилися в 1952 році, створили тісне і дуже успішне партнерство, будуючи або відновлюючи церкви, часто застосовуючи функціональний та естетичний підхід у роботі.
- Французька архітекторка та дизайнерка Шарлотта Перріан (1903—1999) встановила партнерство з іконою сучасної архітектури Ле Корбюзьє, сприяючи розвитку функціональних житлових приміщень, особливо проєктуючи інтер'єри та меблі для своїх будівель. Пізніше вона нагадала, як Ле Корбюзьє наполягав на чіткому дотриманні його вимогливих принципів: «Найменший штрих олівця повинен був мати точку, щоб виконати потребу, або відповісти на жест чи поставу, і бути досяжним за цінами масового виробництва». Після десяти років співпраці з Ле Корбюзьє Перріан покинула свою студію в 1937 році, щоб сконцентруватися на дизайні меблів, часто працюючи з Жаном Пруве[45].
- Португальська архітекторка Марія Хосе Маркес да Сільва[en] (1914—1996) співпрацювала з чоловіком Девідом Морейрою, добудувавши ряд ключових будівель у місті Порто.[46]

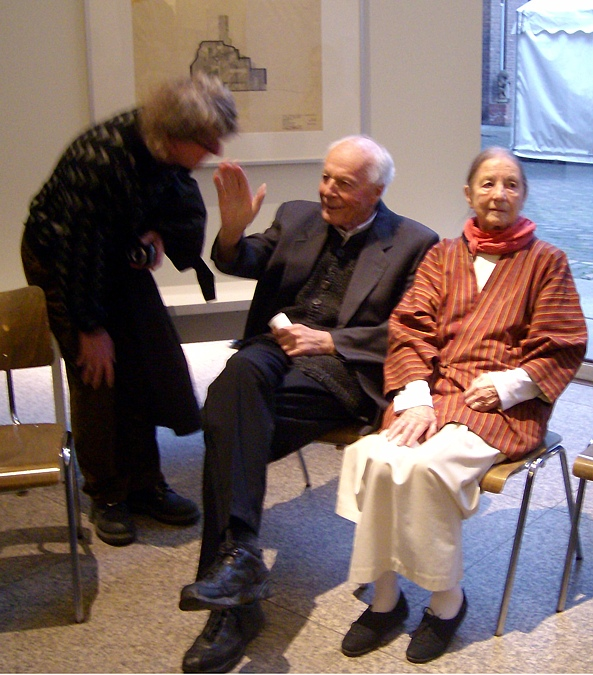
і Готфрід Бьом, 2009

- У Німеччині Елізабет Бьом[en] (нар. 1921) часто працювала з чоловіком Готфрідом Бьомом, розробляючи інтер'єри для багатоквартирних будинків та інших житлових забудов.
- Марго Шюрманн (Margot Schürrmann, 1924—1999) уклала довічне партнерство зі своїм чоловіком Йоахімом Шюрманом. Їх вплив на німецьку архітектуру був визнаний Bund Deutscher Architeken, який присудив їм Велику премію 1998 року.
- Марію Шварц[en] (нар. 1921) пам'ятають за партнерство з Рудольфом Шварцом, який допомагав у реконструкції міста Кельна, особливо його церков, після Другої світової. Після смерті чоловіка в 1961 році Марія продовжувала керувати сімейною фірмою, виконуючи багато проєктів чоловіка в районі Кельна.
- Берніс Олександра «Рей» Імз, дизайнерка меблів та інтер'єрів, архітекторка, художниця, дружина та партнерка архітектора Чарльза Еймза. Чарльз і Рей Еймзи спроєктували будинок Еймза та інші значні сучасні будівлі середини ХХ століття.
- Елізабет Клос[en] (1912—2011) мала труднощі з працевлаштуванням після закінчення навчання, поки не поїхала за однокурсником Вільямом Клосом до Міннеаполісу. Як чоловік і дружина вони створили фірму в 1938 році. На додаток до власних проєктів, включаючи багато впорядкованих приватних будинків, саме Елізабет керувала фірмою за відсутності чоловіка під час Другої світової і поки він займався будівництвом університету штату Міннесота. Історикиня архітектури Джейн Кінг Гесіон (Jane King Hession) зауважила: «Своїм прикладом вона надихнула багатьох жінок на архітектуру, включно зі мною, але вона не хотіла бути відомою архітекторкою — як архітектор, який випадково був жінкою».[47]

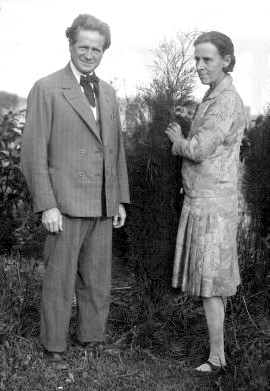
Уолтер Берлі Гріффін з Маріон Махоні Гріффін, Сідней, 1930 рік

- Маріон Махоні Гріффін (1871—1961) з Чикаго була першою співробітницею, найнятою Франком Ллойдом Райтом[48]. Попри те, що Райт не надав їй великого визнання за проєкти прерійської школи, Гріффін не лише значною мірою сприяла житловій роботі його студії, але й багато зробила для просування його ідей.[49] У 1911 році Маріон одружилася з Вальтером Берлі Гріффіном, з яким працювала в майстерні Райт. Разом вони створили дуже успішне партнерство, працюючи спочатку в районі Чикаго над різноманітними проєктами, потім в Австралії над містобудівним плануванням Канберри і, нарешті, в Індії до смерті Гриффіна в 1937 році.[50] У своїх спогадах Махоні описує, як вона нерозривно зрослася зі своїм чоловіком, підкреслюючи, як разом вони відстоювали різні справи, такі як бібліотека для індійського міста Лакнау чи Каскраг, громади біля Сіднея, яку вони створили.[51]
- Крім того, в Австралії Мері Тернер Шоу[en] (1906—1990) було важко закінчити навчання архітектурі в Мельбурнському університеті, і натомість вона стала архітекторкою через художнє студентство. Працювала в різних архітектурних фірмах в Австралії (1931—1936) та Великій Британії (1937), подорожувала Європою, зустрічаючись з багатьма ключовими архітекторами модерну. 1938 року вона створила архітектурну фірму Romberg & Shaw разом з архітектором модернізму Фредеріком Ромбергом, що діяла з 1939 по 1942 рік. У цей період вони створили "деякі найвідоміші багатоквартирні будинки в Австралії"[52], включаючи квартири Яррабі, Південна Ярра, Вікторія (1940) та квартири Ньюберн, Південний Мельбурн, Вікторін, 1939. Шоу продовжувала займатися архітектурою до виходу на пенсію в 1969 році.
- Деніз Скотт Браун (нар. 1931) та Роберт Вентурі познайомилися в 1960 році в університеті Пенсільванії, де Скотт Браун закінчила магістратуру з містобудування[53] та архітектури. Незабаром після шлюбу в 1967 році Скотт Браун приєдналася до своєї філадельфійської фірми Вентурі та Раух, де стала головною керівницею планування в 1969 році. З цього часу вона відігравала головну роль у фірмі (перейменованій у Вентурі, Скотт Браун та Партнери) у 1989 році, ведучи проєкти та дослідження з питань цивільного планування та співпрацюючи з Вентурі у великих проєктах фірми. Однак Браун обурюється тим, що їй рідко приписують власну роботу. Наприклад, саме її чоловік отримав премію Пріцкера в 1991 році, хоча Браун пояснює: «Ми обидва проєктуємо кожен сантиметр будівлі разом». У 1997 році вона розмірковувала: «Питання бути жінкою буде навіки в моєму випадку. Якби я не одружилася з Бобом, я б пішла далі чи ні? Хто може сказати? Але це ж питання стосується і його. Якби він не одружився зі мною, чи пішов би він далі?»[39] Деніз Скотт Браун також розкрила свої почуття щодо цієї ситуації у розділі «Гендерна космічна архітектура»[54].
- У Великій Британії архітекторка Аманда Левете[en] (1955 р.н.) стала директоркою Future Systems разом із чоловіком Яном Каплікі. У 1999 році вони виграли премію Стерлінга від Королівського інституту британських архітекторів (RIBA) за свій медіацентр на Lords Cricket Ground[55]. Левете приписують можливість зробити органічні форми Future Systems товарними[56].
- Івеню Лав-Стенлі[en] та її чоловік Вільям Дж. «Білл» Стенлі III співзаснували архітектурну фірму в 1983 році після того, як (в різні роки) стали першими афроамериканцями, спочатку наймолодшим чоловіком, а потім першою жінкою, зареєстрованими архітекторами на Півдні США. Лав Стенлі — керівниця бізнесу та виробництва, а її чоловік займається маркетингом та дизайном[57].
- У Сербії Ліліяна Бакіч[en] часто працювала з чоловіком Драголюбом. Найважливішою їх роботою було проєктування спортивного залу «Піонір», за яке вони отримали «Гран-прі Белградського архітектурного салону» в 1974 році.
- Інша сербська архітекторка Іванка Распопович[en] співпрацювала з колегою-архітектором Іваном Античем, щоб створити Белградський "Музей сучасного мистецтва " та Крагуєвацький «Музей 21 жовтня» у 1960-х роках. Обидві будівлі з тих пір стали національними пам'ятками.
- Лелла Віньєллі[en] (13 серпня 1934 р. — 22 грудня 2016 р.) працювала зі своїм партнером Массімо Віньєллі все життя. Массімо відомий графічним дизайном, а Віньєллі — комерційними інтер'єрами. Вони познайомилися, навчаючись у школі архітектури у Венеції, Італії та практикуючи в Мілані та США.
- Беатріс Пешард Міхарес та її чоловік Алехандро Бернарді заснували архітектурну фірму Bernardi Peschard Arquitectura у 2000 році після того, як познайомилися студентами Університету Анауак Мексики в Мехіко.

## ХХІ століття
Низка архітекторок в останній час мали значний успіх, здобувши широке визнання за свої професійні досягнення.
У 2004 році іраксько-британська архітекторка Заха Хадід стала першою жінкою, яка отримала премію Пріцкера. Серед її проєктів Центр сучасного мистецтва Розенталя в Цинциннаті та Центральну будівлю BMW в Лейпцигу. Присуджуючи премію, голова журі говорив про її «непохитну прихильність до модернізму», пояснюючи, як вона відійшла від існуючої типології, від високотехнологічних, зрушуючих геометрію будівель". З 2004 року до своєї смерті в 2016 році Хадід виконала багато визначних робіт, включаючи оперний театр Гуанчжоу в Гуанчжоу, Китай, та Лондонський центр водних водних змагань до літніх Олімпійських ігор 2012 року.
У 2010 році ще однією лауреаткою Пріцкера стала Кадзуйо Седзіма з Японії, у партнерстві з Рюе Нішізава. Лорд Палумбо, голова журі, розповів про їхню архітектуру, "яка одночасно делікатна і потужна, точна і виважена, геніальна, але не надмірно чи відверто розумна; для створення будівель, які успішно взаємодіють зі своїми контекстами та діями, які вони містять, створюючи почуття повноти та досвіду багатства". Особливу увагу було приділено скляному центру Музею мистецтв Толедо в Огайо та Музею сучасного мистецтва 21 століття, Каназаві, Ісікава, Японія.
У 2007 році Анна Герінґер (1977 р.н., Німеччина) здобула премію «Ага Хан» за архітектуру для своєї школи ручної роботи METI, побудованої з бамбука та інших місцевих матеріалів у Рудрапурі, Бангладеш. На прикладі стійкої архітектури проєкт отримав високу оцінку не лише за його простий, гуманний підхід та красу, а й за рівень співпраці архітекторів, майстрів, клієнтів та користувачів. За останні роки данська фірма Lundgaard & Tranberg виграла декілька європейських нагород RIBA, де головною архітекторкою була Лене Транберберг (нар. 1956). Проєкти включали Королівський данський ігровий дім (2008) та Tietgenkollegiet (2005).
У 2010 році Шейла Шрі Пракаш стала першою архітекторкою Індії, яку запросили до участі в Раді з інновацій дизайну Всесвітнього економічного форуму, де вона створила Індекс взаємного дизайну як інструмент дизайну цілісного сталого розвитку. Пракаш перша жінка в Індії, яка створила власну фірму. У 1992 році вона була піонеркою екологічно стійкої архітектури і створила будинок з вторинної сировини.
У 2013 році студентська організація «Жінки в дизайні» при Гарвардській вищій школі дизайну розпочала клопотання про премію за архітектуру Пріцкера Деніз Скотт Браун, яка не була присуджена в 1991 році, коли її отримав партнер архітекторки Роберт Вентурі.
У 2013 році Джулія Морган стала першою жінкою, яка отримала золоту медаль AIA, посмертно.
У 2014 році Культурний центр Гейдара Алієва, розроблений Заха Хадід, отримав нагороду «Музей дизайну дизайну року», що зробило її першою жінкою, яка отримала головний приз у цьому конкурсі.
У 2015 році Хадід стала першою жінкою, яка сама отримала золоту медаль RIBA.
Серед жінок-архітекторок також варто виділити Елісон Брукс. На сьогодні у її доробку архітектурна премія Стірлінга (RIBA Stirling Prize), медаль Manser (від Королівського інституту британських архітекторів)та архітектурна премія Стівена Лоуренса. Нею була заснована студія Alison Brooks Architects офіс якої розташований в Лондоні. За її проєктом були побудовані Ексетер коледж в Оксфорді, будівля Аккордія в Кембріджі, а також павільйн, що має назву Посмішка в Лондонському коледжі мистецтв.
У 2020 році Елісон Брукс стала переможницею архітектурної премії Dezeen Awords. 

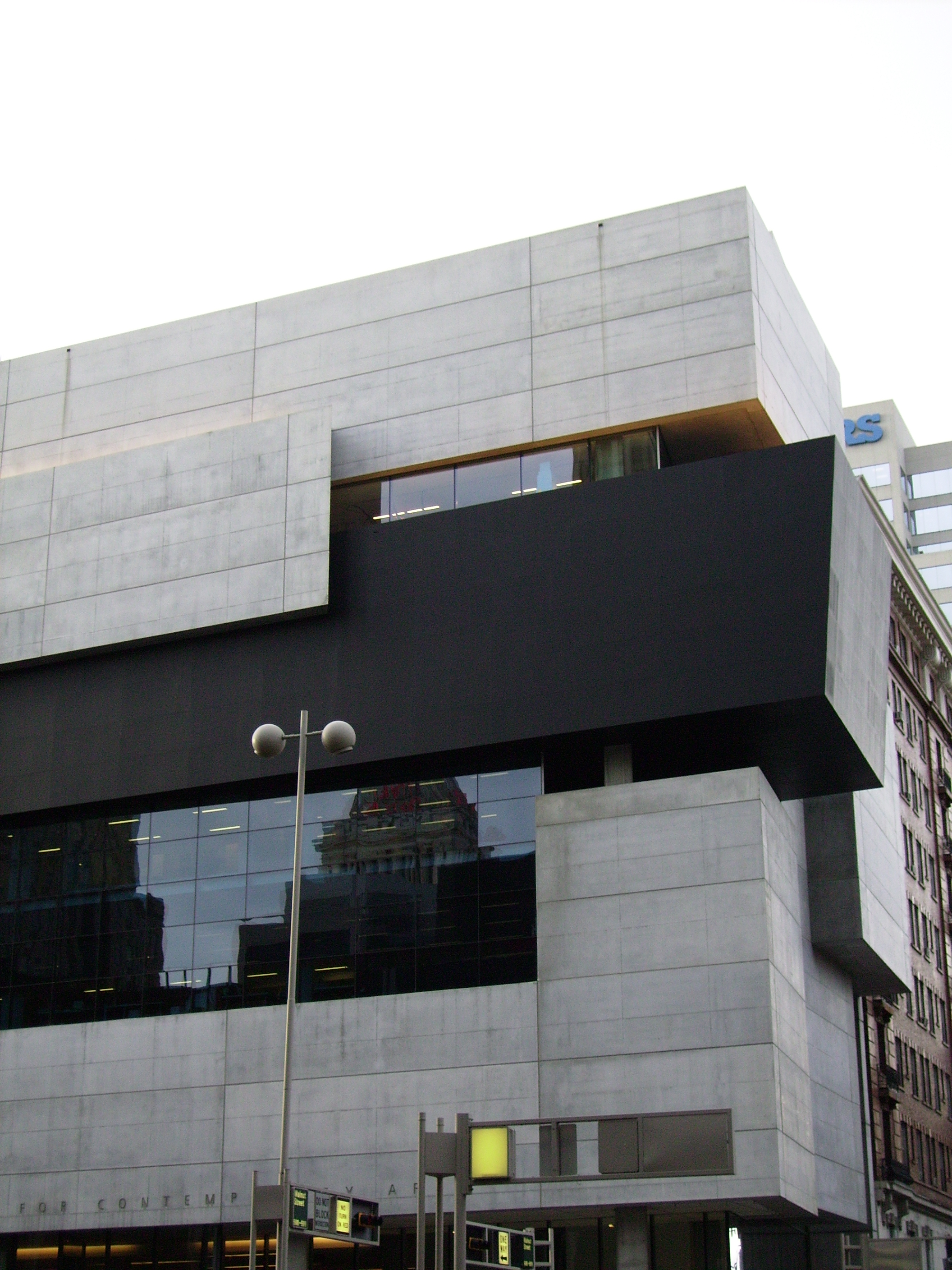
Заха Хадід. Центр сучасного мистецтва Розенталя, Цинциннаті (2003)
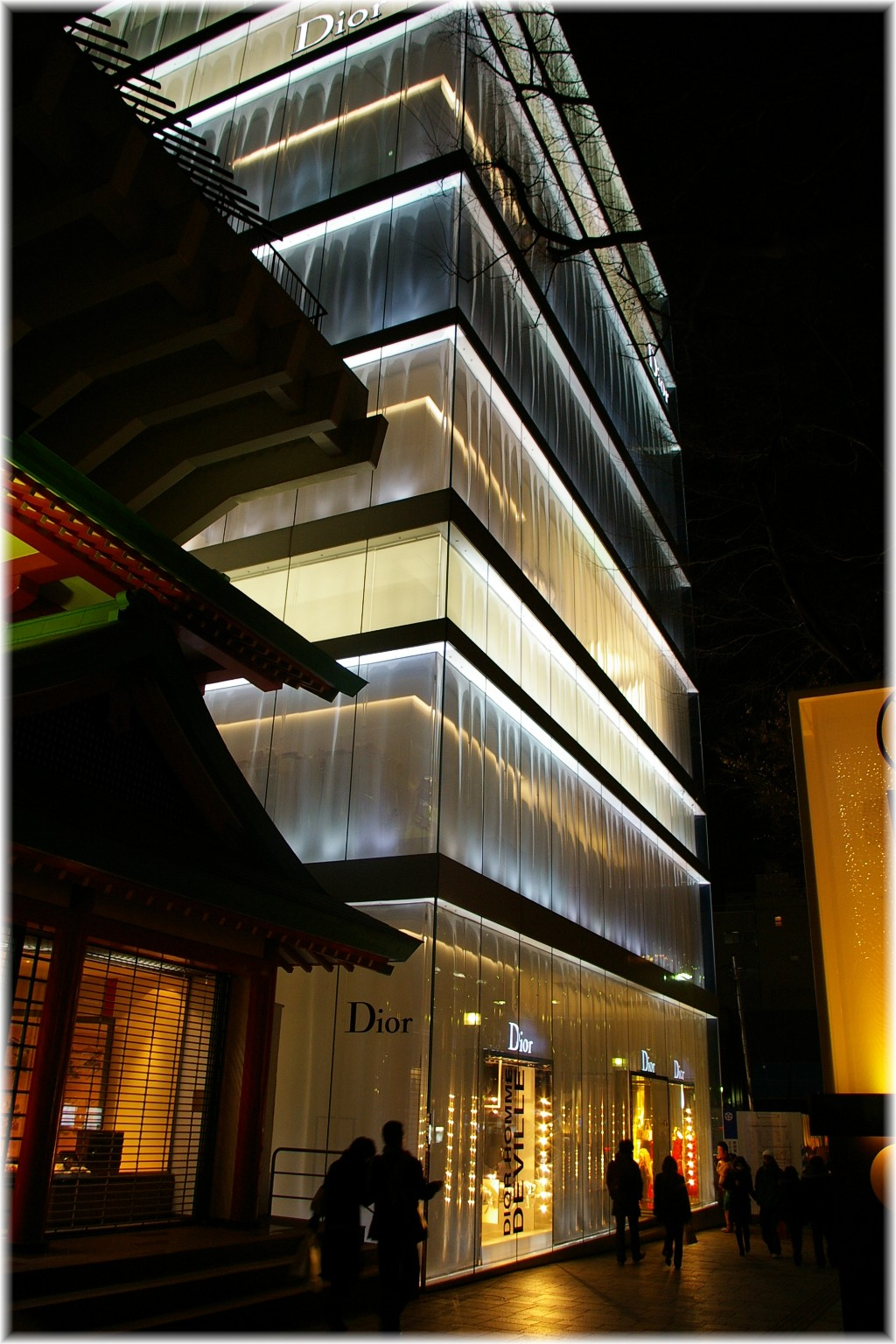
Кадзуйо Седзіма. Омотемандо Крістіан Діор, Токіо (2003)
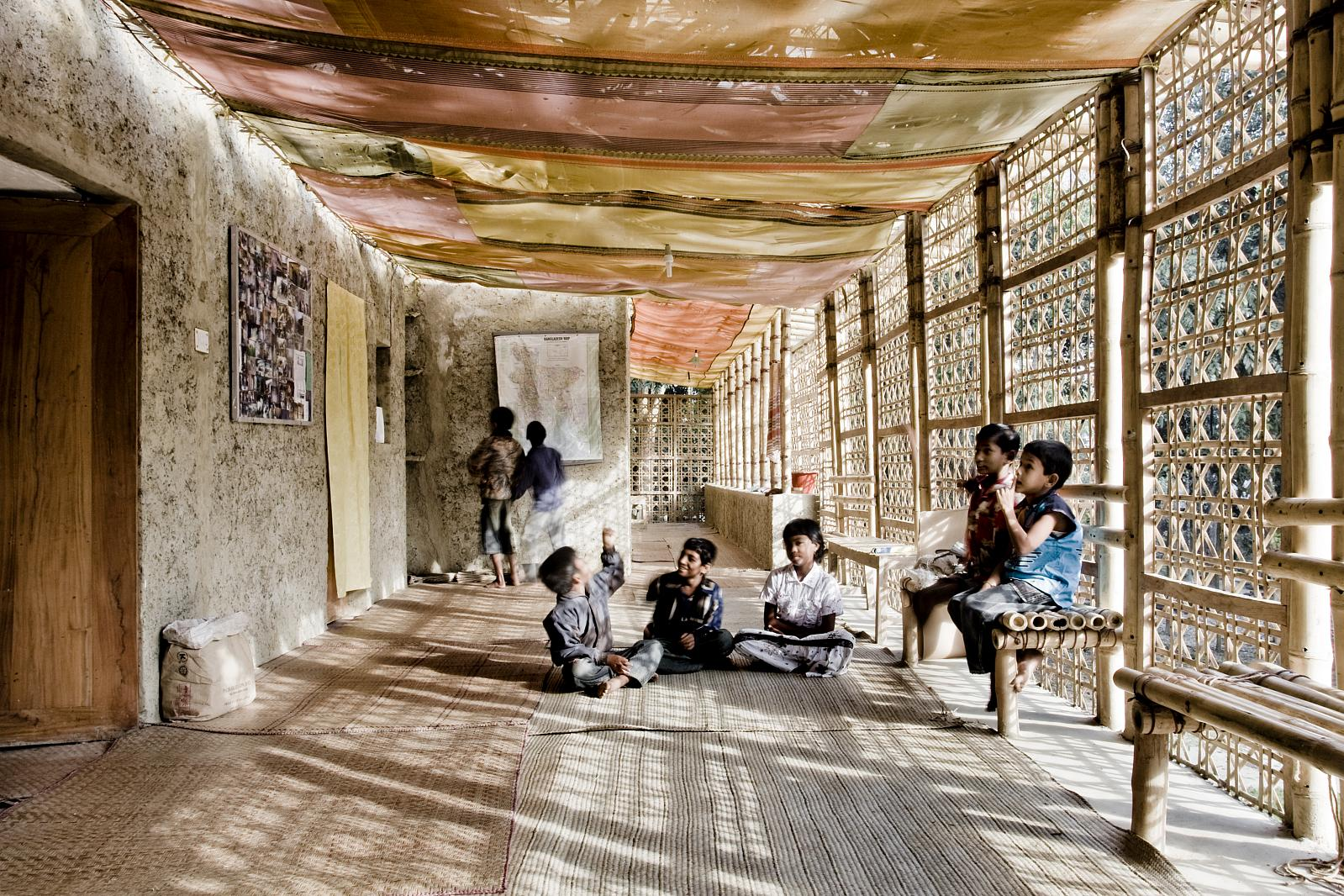
Анна Герінґер[en]. Школа ручної роботи METI, Бангладеш (2005)
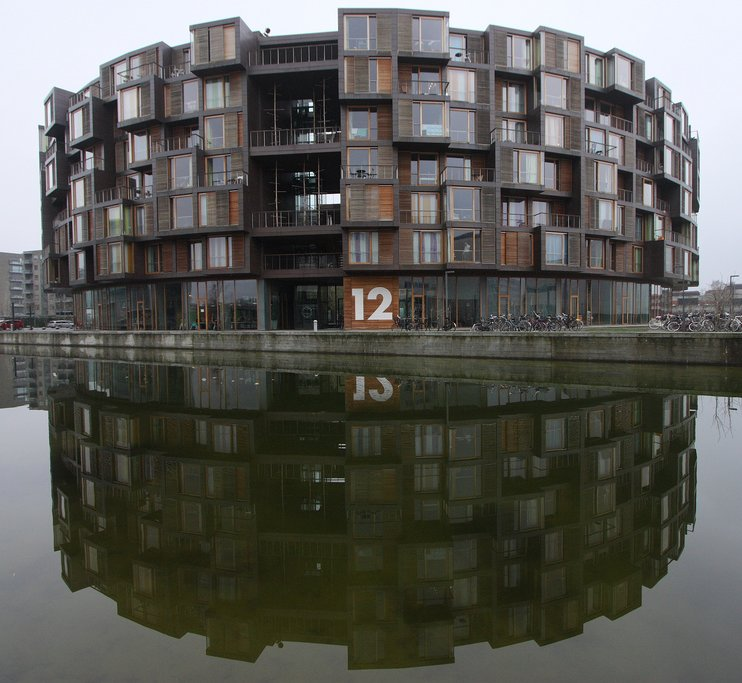
Транберг Л. Корпус студентів Tietgen, Копенгаген (2006)
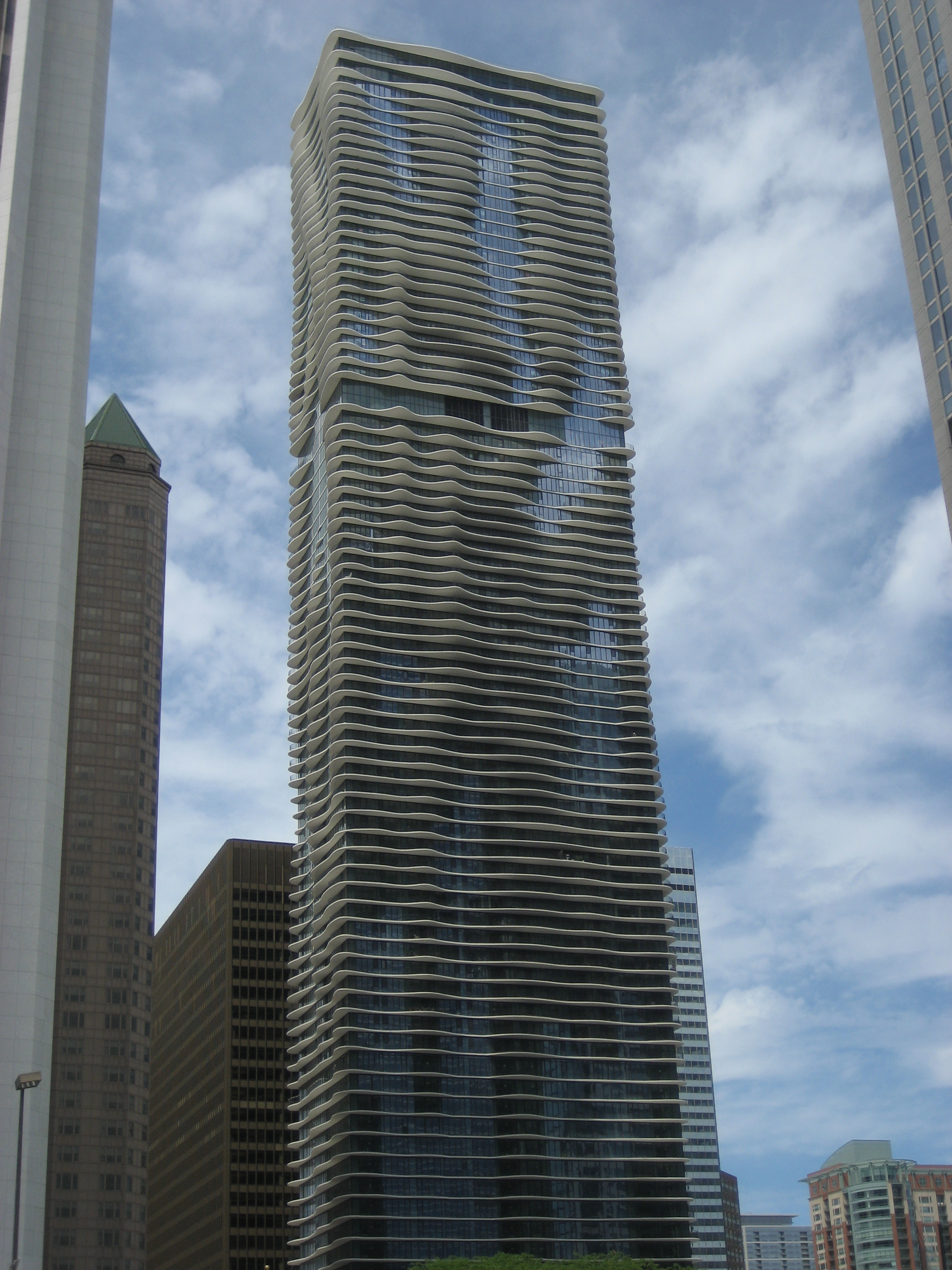
Ганг Ж. Аква, Чикаго (2009)

## Вплив жінок на архітектуру
Хоча донедавна внесок жінок в архітектуру залишався непоміченим, загалом їх вплив на архітектуру був досить вагомим. Наприклад, Сьюзен Лоуренс Дана у 1902 році захотіла мати власний будинок у Спрінгфілді, штат Іллінойс, спроєктований Ф. Л. Райтом. Це допомогло йому розкрити свій потенціал. Жінки також відіграли ключову роль в збереженні історії через такі організації, як Дочки американської революції (1890).
У 1985 році болгарська архітекторка Мілка Блізнакова заснувала Міжнародний архів жінок в архітектурі, щоб розширити доступність наукових матеріалів, що стосуються жінок в архітектурі.
Останні дослідження також показують, що починаючи з 1980-х років жінки як домогосподарки та активні користувачки, мали важливе значення у впровадженні нових підходів до дизайну, особливо інтер'єру.
Вивчення досвіду в Канаді підкреслює вагомий вплив жінок в останні роки на розробку інноваційних підходів до практики та дизайну. Зростаюча присутність жінок у цій професії привертає більше уваги, ніж питання маргіналізації.
Виставки, що представляють досягнення жінок у різних галузях, дозволяли архітекторкам демонструвати свою компетентність у розробці павільйонів. Наприклад, виставка 1893 року в Чикаго, де жіночий павільйон спроєктувала Софія Гайден, або дві виставки 1914 року у Німеччині:
- виставка Веркбунда в Кельні, про.кт якої Хаус дер Фрау розробила Ліллі Райх;
- виставка Бурга в Лейпцигу, присвячену книгам і графічному мистецтву.

1928 року Люкс Гаєр створила павільйони для ярмарку SAFFA (Schweizerische Ausstellung für Frauenarbeit), на якому були представлені досягнення жінок. Ця подія відбулася у 1928 році в Берні. Другий ярмарок, що відбувся в Цюріху в 1958 році, був об'єднаний командою з 28 архітекторок, що визначали архітектуру як професію, відкриту для жінок у Швейцарії.
Цікавим є кейс Джейн Джейкобс, яка не була архітекторкою, але значно вплинула на розвиток міст. У своїй книзі «Смерть і життя великих американських міст», що була написана 1961 року, вона розкривала такі поняття як «погляд на вулицю» та «соціальна столиця». Важливо, що ця книга була покликана боротися із забудовою, що не відповідала потребам громадян і зараз є однією з важливих для розбудови міського простору.

## Статистика
Зараз існує проблема вирахування кількості жінок в архітектурі. Наявні опитування є неповними, а частина з них застаріли, але вони показують загальну тенденцію.
Європа
2010 року у 33 країнах проводилося опитування Радою архітекторів Європи. Під час аналізу відповідей було виявлено, що з 524000 архітекторів 31 % становили жінки, але їх розподіл не був пропорційним. Найбільше архітекторок було у Греції (57 %), Хорватії (56 %), Болгарії (50 %), Словенії (50 %) та Швеції (49 %). Найменше архітекторок було у Словаччині (15 %), Австрія (16 %), Нідерландах (19 %), Німеччині (21 %) та Бельгії (24 %). Понад 200 000 архітекторів Європи працювали чи навчалися в Італії чи Німеччині, де частка жінок становить 30 % та 21 %.
Австралія
Дослідження, проведене в Австралії в 2002 році, показало, що жінки складають 43 % студентства, що вивчає архітектуру. Попри це, велика кількість з них не йде працювати за спеціальністю. Лише від 11,6 % у Квінсленді до 18,2 % у Вікторії жінок працюють архітекторками. Жінки складають понад 40 % випусків упродовж більше двох десятиліть, але за фахом працюють тільки 20 % з них.
Південна Африка
2016 року 21 % архітекторів, зареєстрованих у Південній Африці, були жінками. Опитування Інституту архітекторів SA Східного Кейпу показало, що у 2014 році лише 29 % осіб, що навчаються на архітектурних спеціальностях, закінчили столичний університет Нельсона Мандели, це жінки.
Об'єднане Королівство
Опитування Сполученого Королівства у 2000 році виявило, що 13 % архітекторів-практиків є жінками, хоча жінки складали 38 % студентства та 22 % викладацького складу відповідних спеціальностей. Дані бюро з питань зборів у листопаді 2010 року показали тенденцію до зменшення кількості архітекторок до 19 % у порівнянні з 24 % станом на 2008 рік.
США
У США Національна рада з питань архітектури повідомила у 2009 році, що на архітекторок навчається майже 41 % жінок від всієї сукупності слухачів. На противагу цьому, в звіті Національного комітету з питань асоціації AIA від 2004 року відсоток ліцензованих архітекторок становить 20 %. У 2003 році дослідження AIA Жінок в Архітектурі показало, що жінки складають 27 % персоналу в американських архітектурних фірмах.
Втім, тенденція щодо доступу жінок до цієї професії зберігається. Так, наприклад, Елісон Брукс пд час відкриття виставки Frau Architekt в Дюссельдорфі наголосила: 
"Жінкам, як і раніше, необхідно мати величезну упевненість у собі, щоб досягти успіху в галузі архітектури, - з такими словами відома британська архітекторка Елісон Брукс звернулася до відвідувачів виставки Frau Architekt, яка відкрилася в Дюссельдорфі. - З народження нас оточують герої та боги - чоловіки".   
Схожої думки дотримувалася Заха Хадід:
"Жінкам-архітекторкам потрібна підтримка жінок, які вже досягли успіху", - сказала якось Заха Хадід. "Сьогодні значно більше авторитетних та поважних жінок-архітекторок, ніж раніше. Але це зовсім не означає, що досягати успіху їм стало легше".